# Polvijärvi
Polvijärvi is een gemeente in de Finse provincie Oost-Finland en in de Finse regio Noord-Karelië. De gemeente heeft een landoppervlakte van 804,91 km² en telt 4.074 inwoners (2022).

## Geboren
- Urpo Leppänen (1944-2010), politicus